# Урпі
Урпі́ (кат. Orpí) - муніципалітет, розташований в Автономній області Каталонія, в Іспанії. Код муніципалітету за номенклатурою Інституту статистики Каталонії - 81521. Знаходиться у районі (кумарці) Анойя (коди району - 06 та AI) провінції Барселона, згідно з новою адміністративною реформою перебуватиме у складі Центральної баґарії (округи). 

## Населення
Населення міста (у 2007 р.) становить 183 особи (з них менше 14 років - 14,2%, від 15 до 64 - 66,7%, понад 65 років - 19,1%). У 2006 р. народжуваність склала 1 особа, смертність - 4 особи, зареєстровано 0 шлюбів. У 2001 р. активне населення становило 66 осіб, з них безробітних - 0 осіб.

Серед осіб, які проживали на території міста у 2001 р., 127 народилися в Каталонії (з них 104 особи у тому самому районі, або кумарці), 15 осіб приїхало з інших областей Іспанії, а 1 особа приїхала з-за кордону. 

Університетську освіту має 3,8% усього населення. 

У 2001 р. нараховувалося 51 домогосподарство (з них 25,5% складалися з однієї особи, 23,5% з двох осіб,17,6% з 3 осіб, 17,6% з 4 осіб, 11,8% з 5 осіб, 2% з 6 осіб, 2% з 7 осіб, 0% з 8 осіб і 0% з 9 і більше осіб).

Активне населення міста у 2001 р. працювало у таких сферах діяльності : у сільському господарстві - 4,5%, у промисловості - 36,4%, на будівництві - 24,2% і у сфері обслуговування - 34,8%. 

 У муніципалітеті або у власному районі (кумарці) працює 90 осіб, поза районом - 39 осіб.

### Безробіття
У 2007 р. нараховувалося 4 безробітних (у 2006 р. - 1 безробітний), з них чоловіки становили 25%, а жінки - 75%.

## Економіка

### Підприємства міста

#### Промислові підприємства
| \| Промислові підприємства міста, за сферою діяльності \| Промислові підприємства міста, за сферою діяльності \| Промислові підприємства міста, за сферою діяльності \| \| Рік \| 2002 р. \| 2001 р. \| \| --------------------------------------------------- \| --------------------------------------------------- \| --------------------------------------------------- \| \| Енергетичні та водні ресурси \| 16,7% \| 18,2% \| \| Хімія та метали \| 8,3% \| 9,1% \| \| Переробка металів \| 16,7% \| 18,2% \| \| Продукти харчування \| 0% \| 0% \| \| Текстиль \| 25% \| 27,3% \| \| Виробництво меблів, видання \| 16,7% \| 18,2% \| \| Інше \| 16,7% \| 9,1% \| \| Усього підприємств \| 12 \| 11 \| |         |         |
| Промислові підприємства міста, за сферою діяльності |         |         |
| Рік | 2002 р. | 2001 р. |
| Енергетичні та водні ресурси | 16,7%   | 18,2%   |
| Хімія та метали | 8,3%    | 9,1%    |
| Переробка металів | 16,7%   | 18,2%   |
| Продукти харчування | 0%      | 0%      |
| Текстиль | 25%     | 27,3%   |
| Виробництво меблів, видання | 16,7%   | 18,2%   |
| Інше | 16,7%   | 9,1%    |
| Усього підприємств | 12      | 11      |

#### Сфера послуг
| \| Підприємства міста, що працюють у сфері послуг, за діяльністю \| Підприємства міста, що працюють у сфері послуг, за діяльністю \| Підприємства міста, що працюють у сфері послуг, за діяльністю \| \| Рік \| 2002 р. \| 2001 р. \| \| ------------------------------------------------------------- \| ------------------------------------------------------------- \| ------------------------------------------------------------- \| \| Гуртова торгівля \| 0% \| 0% \| \| Готелі та готельний бізнес \| 40% \| 40% \| \| Транспорт та зв'язок \| 60% \| 60% \| \| Посередницькі фінансові послуги \| 0% \| 0% \| \| Послуги підприємствам \| 0% \| 0% \| \| Послуги фізичним особам \| 0% \| 0% \| \| Нерухомість та ін. \| 0% \| 0% \| \| Усього підприємств \| 5 \| 5 \| |         |         |
| Підприємства міста, що працюють у сфері послуг, за діяльністю |         |         |
| Рік | 2002 р. | 2001 р. |
| Гуртова торгівля | 0%      | 0%      |
| Готелі та готельний бізнес | 40%     | 40%     |
| Транспорт та зв'язок | 60%     | 60%     |
| Посередницькі фінансові послуги | 0%      | 0%      |
| Послуги підприємствам | 0%      | 0%      |
| Послуги фізичним особам | 0%      | 0%      |
| Нерухомість та ін. | 0%      | 0%      |
| Усього підприємств | 5       | 5       |

## Житловий фонд
У 2001 р. 2% усіх родин (домогосподарств) мали житло метражем до 59 м2, 15,7% - від 60 до 89 м2, 35,3% - від 90 до 119 м2 і
47,1% - понад 120 м2.

З усіх будівель у 2001 р. 12,2% було одноповерховими, 35,4% - двоповерховими, 52,4
% - триповерховими, 0% - чотириповерховими, 0% - п'ятиповерховими, 0% - шестиповерховими,
0% - семиповерховими, 0% - з вісьмома та більше поверхами.

## Автопарк
| \| Автомобілі, зареєстровані у місті, за призначенням \| Автомобілі, зареєстровані у місті, за призначенням \| Автомобілі, зареєстровані у місті, за призначенням \| \| Рік \| 2006 р. \| 2005 р. \| \| -------------------------------------------------- \| -------------------------------------------------- \| -------------------------------------------------- \| \| Приватні автомобілі \| 39,4% \| 37,8% \| \| Мотоцикли \| 7,3% \| 7,2% \| \| Вантажівки \| 32,5% \| 35,1% \| \| Трактори \| 5,7% \| 5,2% \| \| Автобуси та ін. \| 15% \| 14,7% \| \| Усього автомобілів \| 246 шт. \| 251 шт. \| |         |         |
| Автомобілі, зареєстровані у місті, за призначенням |         |         |
| Рік | 2006 р. | 2005 р. |
| Приватні автомобілі | 39,4%   | 37,8%   |
| Мотоцикли | 7,3%    | 7,2%    |
| Вантажівки | 32,5%   | 35,1%   |
| Трактори | 5,7%    | 5,2%    |
| Автобуси та ін. | 15%     | 14,7%   |
| Усього автомобілів | 246 шт. | 251 шт. |

## Вживання каталанської мови
У 2001 р. каталанську мову у місті розуміли 98,6% усього населення (у 1996 р. - 100%), вміли говорити нею 90% (у 1996 р. - 
95,2%), вміли читати 84,3% (у 1996 р. - 86,2%), вміли писати 84,3
% (у 1996 р. - 59,3%). Не розуміли каталанської мови 1,4%.

## Політичні уподобання
У виборах до Парламенту Каталонії у 2006 р. взяло участь 108 осіб (у 2003 р. - 124 особи). Голоси за політичні сили розподілилися таким чином:
| \| Вибори до Парламенту Каталонії \| Вибори до Парламенту Каталонії \| Вибори до Парламенту Каталонії \| \| Рік \| 2006 р. \| 2003 р. \| \| -------------------------------------- \| ------------------------------ \| ------------------------------ \| \| Конвергенція та Єднання (CiU) \| 50,9% \| 50% \| \| Соціалістична партія Каталонії (PSC) \| 2,8% \| 4,8% \| \| Народна партія (PP) \| 1,9% \| 1,6% \| \| Ініціатива за зелену Каталонію (IC) \| 5,6% \| 4% \| \| Республіканська лівиця Каталонії (ERC) \| 36,1% \| 39,5% \| \| Громадянська партія (C's) \| 0,9% \| 0% \| \| Інші \| 1,9% \| 0% \| |         |         |
| Вибори до Парламенту Каталонії |         |         |
| Рік | 2006 р. | 2003 р. |
| Конвергенція та Єднання (CiU) | 50,9%   | 50%     |
| Соціалістична партія Каталонії (PSC) | 2,8%    | 4,8%    |
| Народна партія (PP) | 1,9%    | 1,6%    |
| Ініціатива за зелену Каталонію (IC) | 5,6%    | 4%      |
| Республіканська лівиця Каталонії (ERC) | 36,1%   | 39,5%   |
| Громадянська партія (C's) | 0,9%    | 0%      |
| Інші | 1,9%    | 0%      |